# Morna
Pour les articles homonymes, voir Morna (homonymie).

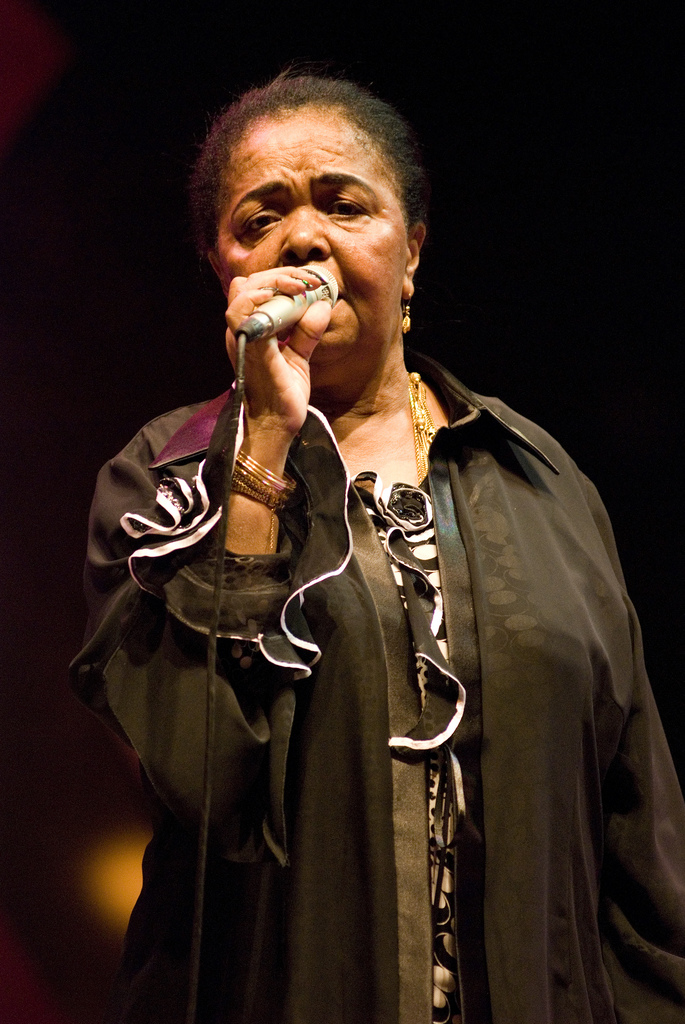
Cesária Évora.

La morna est un genre musical originaire du Cap-Vert.

## Historique
Née au milieu du XIXe siècle à Boa Vista (Cap-Vert), la « morna » chantée pour la « partida » (le départ) est popularisée dans les années 1920 à partir de l’île de Brava par le compositeur Eugénio Tavares. Cette musique nostalgique et plaintive est popularisée au cours des décennies suivantes par le compositeur-guitariste Fernando Quejas, le chanteur Lela de Maninha et surtout B. Leza, un compositeur-chanteur qui y intègre le demi-ton.
La morna, pratique musicale de Cabo Verde est inscrite sur la liste représentative du patrimoine culturel immatériel de l'humanité en décembre 2019.

## Artistes liés
- Cesária Évora, surnommée la « Reine de la morna » (Rainha da morna), rendue mondialement célèbre par la chanson Sodade (« nostalgie »).
- Maria de Barros